# Proteïna FAIM
La proteïna FAIM (Molècula Inhibidora de l'Apoptosi de Fas) és una proteïna anti-apoptòtica que s'incrementa en els limfòcits B amb els BCR activats. L'estudi de la seva funció va començar fa uns 20 anys, quan es va observar que aquesta proteïna proporciona resistència a l'apoptosi de FAS en les cèl·lules en què es troba. Actualment, es relaciona amb malalties com l'Alzheimer i la carcinogènesi, però els mecanismes moleculars detallats de l'acció de la proteïna encara són desconeguts.
En els següents apartats s'explica principalment com és aquesta proteïna i quines són les seves funcions conegudes i més rellevants.

## Descobriment
Aquesta molècula va ser primerament identificada com un regulador negatiu de Fas de la senyalització a limfòcits B. Gràcies a la visualització diferencial de l'ARNm, investigadors trobaren que el gen de FAIM era indubtablement expressat en els limfòcits B estimulats amb anticossos dirigits en contra l'immunoglobulina M (IgM) dels ratolins. Posteriorment, es va revelar que el gen de FAIM, es localitza en el cromosoma 9f1 dels ratolins (regió sintènica 3q22.3 en humans), dona lloc a dues isoformes d'ADN, que al seu torn donen lloc a dues isoformes de la proteïna (FAIM-L i FAIM-S).

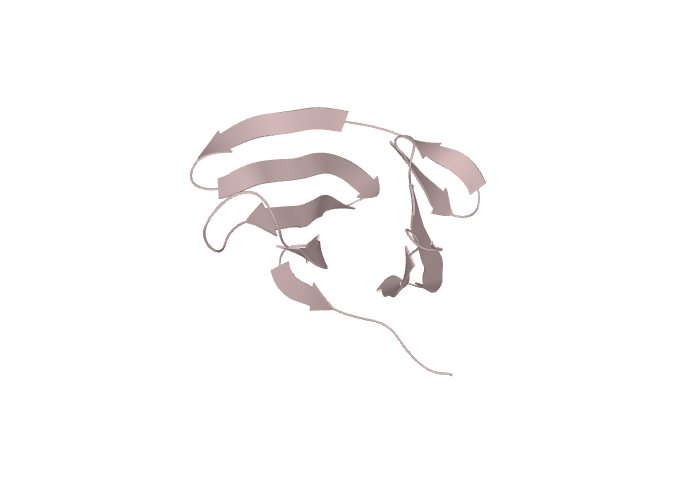
Representació tridimensional de la Molècula Inhibidora de l'Apoptosi de Fas que mostra la seva estructura secundària.

## Descripció
La molècula inhibidora de l'apoptosi de Fas (FAIM) es va identificar per primera vegada com una antagonista de Fas en limfòcits B. La forma originalment clonada de FAIM, ara denominada FAIM-Short (FAIM-S) es genera a partir de cinc exons mitjançant un splicing alternatiu també conegut com a empalmament alternatiu. Poc després, es va identificar una isoforma empalmada alternativa més llarga amb inicialment una funció desconeguda i es va anomenar FAIM-L (el nom prové de FAIM-Large). La forma llarga de FAIM la generen els sis exons.
Per una altra banda, un estudi publicat l'any 2017 estudià l'existència de dues isoformes addicionals mai caracteritzades d'aquestes proteïnes. El nom que varen rebre fou FAIM-L_2a i FAIM-S_2a, ja que són variacions de les isoformes que es trobaren inicialment.

## Anàlisi química

### Estructura
Tot i que FAIM es conserva molt evolutivament, no comparteix una homologia de seqüència primària significativa amb cap proteïna coneguda. FAIM-S està compost per 179 aminoàcids (aa), amb estructura estable i rica en fulls beta. Per altra banda, FAIM-L conté 22 aminoàcids addicionals a la part N-terminal de la proteïna. Aquesta seqüència addicional no té cap estructura definida en particular.
La transcripció de les dues isoformes té a veure amb un RNAm de 1104 nucleòtids pel que fa FAIM-S i un RNAm de 1164 nucleòtids pel que fa FAIM-L.
Pel que fa a les isoformes descobertes posteriorment, cal esmentar que tenen una estructura molt similar. Segueixen la mateixa seqüència que les seves formes originals, solament que aquestes inclouen l'exó 2a: FAIM-L-2a igual que FAIM-L i FAIM-S-2a igual a FAIM-S.

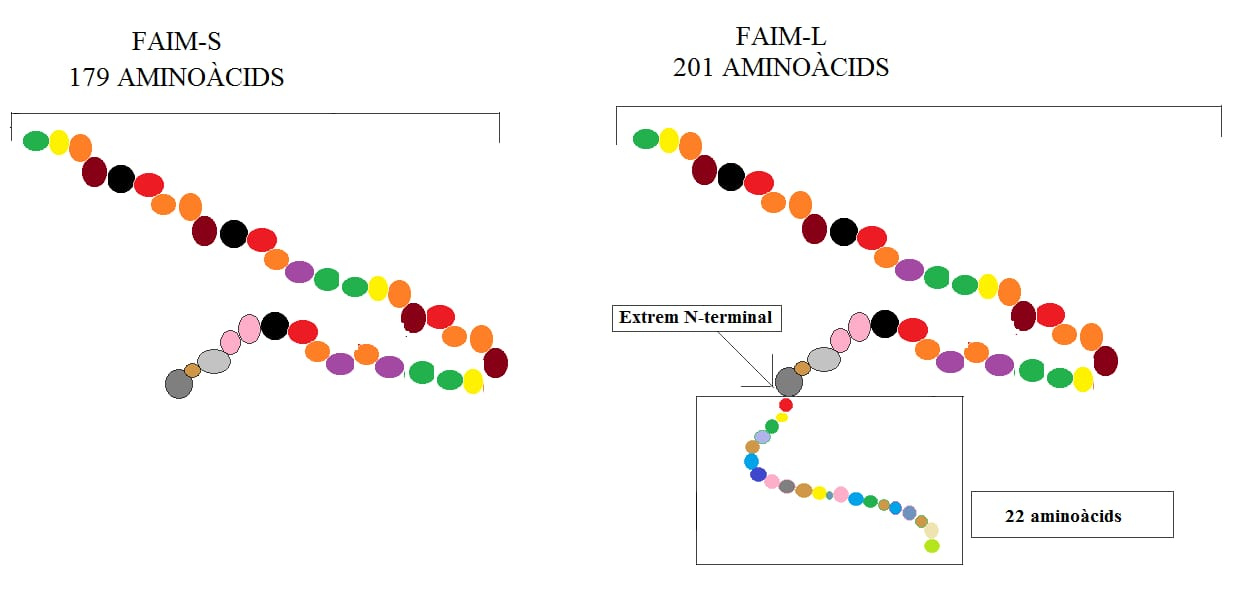
Es veuen les dues cadenes de les dues isoformes que té la proteïna per tal de veure que FAIM-L té 22 aminoàcids més que FAIM-S.

### Expressió de la proteïna
FAIM-S s'expressa àmpliament en molts teixits, inclòs el sistema nerviós, mentre que el FAIM-L té un patró d'expressió més restringit que fa que s'expressi específicament en neurones i als testicles. La confirmació que FAIM-L s'expressa de forma específica en neurones es va obtenir amb la immunotinció de proteïnes va permetre veure l'expressió restringida de la proteïna a diferents zones del cervell. Per acabar, els nivells d'expressió de FAIM-L estan regulats durant la diferenciació neuronal.
Per una banda, segons diversos estudis, l'expressió de FAIM-L podria ser induïda pel factor de creixement nerviós (NGF) a través de la via de la cinasa regulada per senyals extracel·lulars (ERK) a les cèl·lules neuronals PC12. Les cèl·lules que sobreexpressen FAIM-L són, en principi, resistents a la mort de cèl·lules apoptòtiques induïdes per DRs (de l'anglès, Death Receptors) com Fas o el factor de necrosi tumoral R1 (TNFR1 per les seves sigles en anglès). La reducció de l'expressió endògena per un petit ARN interferent mostra que el FAIM-L endogen protegeix les neurones primàries de la mort cel·lular induïda per la DR. Per altra banda, s'ha demostrat que la sobreexpressió de FAIM-S va millorar en gran manera el creixement de neurites de cèl·lules PC12 i neurones cultivades amb NGF, mentre que l'eliminació de FAIM pel petit ARN d'interferència (de l'anglès, siRNA small interfering RNA) va disminuir el creixement de neurites en aquestes cèl·lules.
FAIM-L_2a i FAIM-S_2a s'han observat a cervells fetals humans, testicles fetals i adults i a teixits de la placenta. D'aquesta manera, se sospita que puguin tenir uns patrons d'expressió molt similars a les isoformes descobertes en un principi (FAIM-L_2a a teixits nerviosos i FAIM-S_2a a un ampli conjunt de teixits diferents).

### Localització de la proteïna
La localització de les dues isoformes és la mateixa. Així doncs, tant FAIM-S com FAIM-L són proteïnes que es troben al citosol de les cèl·lules on s'expressen.

## Funcions
Per estudiar la proteïna FAIM hi ha diverses línies d'investigacions obertes que tenen com a finalitat veure quines són les seves funcions i com actua dins els organismes.
FAIM és una proteïna capaç d'actuar per tal d'evitar els processos d'acumulació proteica deguda a que les proteïnes no s'han plegat de forma adequada. Aquest fet, els fa perdre la seva funcionalitat. El que fa la proteïna FAIM és bloquejar l'agregació de proteïnes que han agafat una conformació errònia i així evita l'inici o progressió d'algunes malalties neurodegeneratives.
Per altra banda, algunes de les funciones d'aquesta proteïna varien segons la isoforma que estigui actuant. Pel que fa FAIM-S, la seva tasca està relacionada amb el creixement neurític induït per NGF (de l'anglès, Nerve Growth Factor) i també té implicació en els processos de diferenciació neuronal.

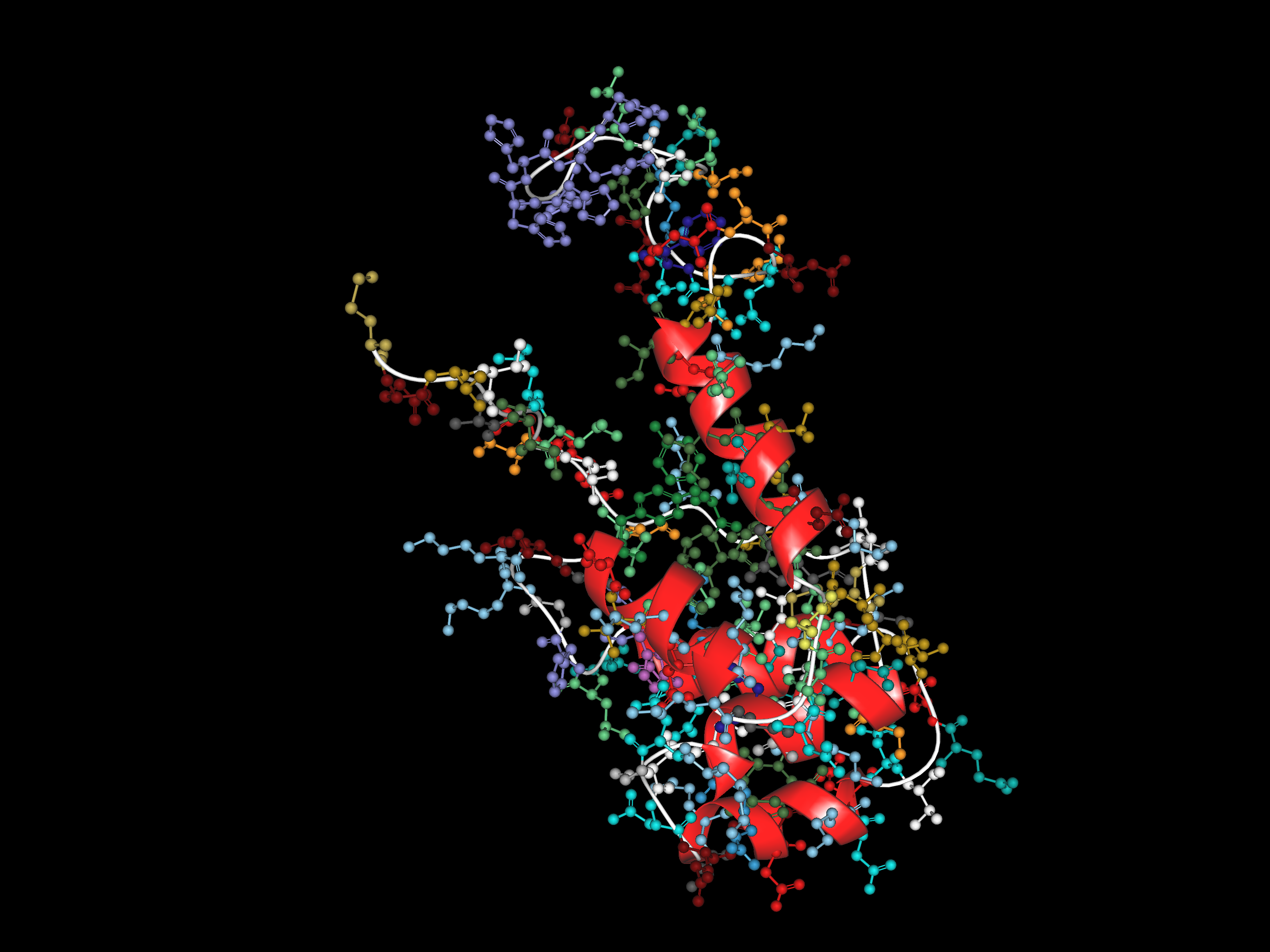
Estructura del receptor de mort Fas

En el cas de FAIM-L, actua com a proteïna anti-apoptòtica en les neurones. Aquesta funció és el resultat de la interacció d'aquesta proteïna amb altres molècules, com el receptor de mort Fas i TNFR (de l'anglès, Tumor Necrosis Factor) que es troben en el sistema nerviós i estan involucrades en processos apoptòtics. Així doncs, FAIM-L lligat a Fas és capaç d'evitar l'activació de la caspasa 8 que està involucrada en el desencadenament de l'apoptosis i, normalment, és activada per Fas. Si s'inhibeix la funció d'aquesta caspasa s'evita automàticament l'activació de la cascada apoptòtica i, per tant, s'evita la mort de múltiples cèl·lules.
Per acabar, FAIM-L estableix interaccions amb XIAP (de l'anglès, X-linked Inhibitor of Apoptosis Protein) que li permeten regular els nivells d'aquest inhibidor d'apoptosis. Això és rellevant ja que, en el sistema nerviós, hi ha implicades les caspases 3, 6, 7 i 9 que tenen una funció en la degeneració axonal així com en la regulació de la plasticitat sinàptica neuronal. Aquestes caspases estan controlades per XIAP de tal manera que aquesta proteïna controla també l'activitat de la degeneració axonal. El que fa FAIM regulant els nivells de XIAP, és regular també les caspases implicades en els processos de degeneració axonal. Així doncs, les dues molècules tenen una implicació important en el manteniment de la vida de les neurones mitjançant la regulació de la degeneració axonal i plasticitat sinàptica.

### Funció en patologia

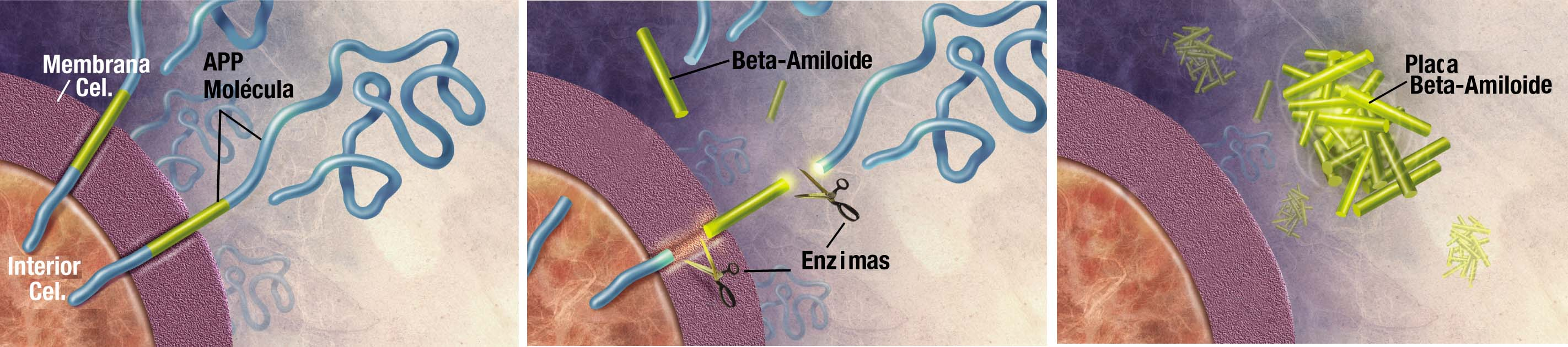
Formació de les plaques beta amiloide a partir de la proteïna precursora d'amiloides (APP). Determinats enzims actuen sobre la proteïna precursora d'amiloides (APP) i la tallen en fragments. Un d'aquests és el beta-amiloide que formarà plaques que estan presents en el desenvolupament de la malaltia de l'Alzheimer.

Actualment, s'està estudiant si FAIM podria tenir rellevància com a proteïna protectora de les neurones en la malaltia de l'Alzheimer. El cervell d'un pacient amb Alzheimer sol presentar acumulació del pèptid β-amiloide que és insoluble i de la proteïna Tau que és un compost intracel·lular.
El pèptid de β-amiloide és secretat a l'exterior de les neurones i el seu nivell de toxicitat fa que els provoqui danys. Pel que fa Tau és una proteïna que sol estar localitzada als axons i s'encarrega de mantenir els microtúbuls del citoesquelet units. En la malaltia de l'Alzheimer aquesta proteïna pateix hiperfosforilació de tal manera que hi ha un canvi de conformació del citoesquelet.
S'ha demostrat que FAIM-L té rellevància en la regulació de la citocina TNFα (tumor necrosis factor), una altra molècula que està present en alts nivells en el cervell de pacients amb Alzheimer. Aquesta citosina té dues funcions principals en les cèl·lules. Per una banda, pot activar l'apoptosi neuronal, i per altra banda també té una funció de prosupervivència relacionada amb la capacitat de protegir les neurones de la toxicitat del pèptid beta amiloide (Aβ). D'aquestes dues funcions, FAIM-L és capaç de regular la capacitat de la citocina TNF i afavorir que aquesta exerceixi la seva funció de prosupervivència la qual cosa suposa una disminució pel dany neuronal.
No obstant, els nivells de la proteïna FAIM-L són reduïts en els malalts d'Alzheimer, sobretot en les zones més afectades per aquesta malaltia que son l'escorça entorrinal i l'hipocamp. De fet, els nivells de FAIM es van reduint encara més a mesura que progressa la neurodegeneració a causa que l'acumulació d'Aβ altera l'expressió de FAIM-L en les neurones provocant un efecte negatiu en la malaltia.
S'ha demostrat que la protecció de TNFα contra la toxicitat d'Aβ es suprimeix quan els nivells d'expressió de FAIM-L són baixos, per tant, depenent dels nivells de FAIM-L es determinarà la funció de supervivència o activació de l'apoptosi en les cèl·lules neuronals.
Així doncs, FAIM-L es posiciona com una proteïna que pot tenir un efecte sobre la malaltia de l'Alzheimer ja que si s'aconsegueix que aquesta proteïna s'expressi a alts nivells, provocarà que TNF exerceixi la seva funció de protecció en contra de la toxicitat de beta amiloide de tal manera que es podrà reduir el dany neuronal.